# Neuer Weg
Neuer Weg (în română Drum Nou) a fost un cotidian central de limba germană, finanțat de stat, care a apărut în România în perioada 1949-1992, fiind destinat minorității germane din România. Editarea ziarului Neuer Weg a fost inițiată în 1949 de Comitetul Antifascist German. Primul număr a apărut în 13 martie 1949.
Ziarul apărea de șase ori pe săptămână. La sfârșitul anilor 1950 și în anii 1960, tirajul era de circa 60.000 de exemplare. Apogeul l-a atins tirajul în 1964, cu 80.000 de exemplare.
Misiunea politică principală a ziarului era atragerea cititorilor spre edificarea unei societăți socialiste. Ziarul era supervizat direct de Direcția de Presă a Comitetului Central al PCR și, la fel cu toate celelalte publicații, era supus cenzurii.
Redacția avea sediul în București, cu reprezentanțe în unsprezece orașe ale României. Colectivul de lucrători, de la conducere până la corectură, consta în special din germani și evrei vorbitori de limba germană, majoritatea proveniți din Transilvania, Banat și Bucovina. În anul înființării ziarului, 1949, minoritatea națională germană reprezenta circa 2,5% din populația României.

## Tematica
Datorită inexistenței unei prese de limba germană care să abordeze tematici variate, ziarul Neuer Weg s-a transformat, treptat, dintr-o publicație pur politică într-un ziar cu două suplimente: Kulturbeilage (Suplimentul cultural) și Raketenpost („Poșta prin rachetă”, supliment pentru copii), și cu mai multe pagini tematice (scrisori de la cititori, Știință și Tehnică, sport, căminul și familia, tineret, amuzament) și cu rubrici specializate (micul grădinar, crescătorul de animale mici, roman serial). În felul acesta, ziarul a încercat să umple golul lăsat prin dispariția publicațiilor de limbă germană care apăreau în România în perioada interbelică.
Pentru a putea menține multitudinea de teme abordate, conducerea ziarului din anii '60 a aplicat următoarea tactică: îndeplinea toate cerințele impuse de Direcția de Presă, cu o bună vizibilitate pe primele două sau trei pagini, ca articole de fond, articole ilustrate cu imagini, reportaje și interviuri. În felul acesta, cenzorii nu au mai găsit motiv să se amestece în conținutul celorlalte pagini.

## Titlu, tiraje
Primul număr din Neuer Weg a apărut duminică, 13 martie 1949, ca Organ al Comitetului Antifascist German din Republica Populară Romînă (Organ des Deutschen Antifaschistischen Komitees in der Rumänischen Volksrepublik) (1949-1953), organizație inițiată de PCR. După 1953 a devenit Organ al Sfaturilor populare (Organ der Volksräte). Din februarie 1968 a purtat subtitlul de „Ziar politic” (Politische Tageszeitung) iar din decembrie 1973 subtitlul de "Ziar al Consiliului Național al Frontului Democrației și Unității Socialiste" (Tageszeitung des Landesrates der Front der Sozialistischen Demokratie und Einheit).
Cel mai mare tiraj a fost tipărit în anul 1964: 70.000 de exemplare. Era un tiraj semnificativ. Conform recensământului populației din 15 martie 1966, populația vorbitoare de limba germană era oficial de 382.595 persoane. Rezultă că s-a tipărit un ziar pentru fiecare 5 vorbitori de germană. Tirajul era justificat de faptul că multe persoane în vârstă, de etnie germană, din România nu vorbeau foarte bine limba română și preferau să citească în limba germană.
Pe la mijlocul anilor '70, două evenimente au concurat la scăderea tirajului. Pe de o parte apariția publicației Neue Banater Zeitung, care a devenit ziar din 1968, și, pe de altă parte, emigrarea germanilor din România. Tirajele raportate au fost de 58.000 în 1973, de 30.000 în februarie 1990 și de 10.000 în decembrie 1990.
După Revoluția română din 1989, redactorii au modificat punctul de vedere politic, dar au menținut titlul până la 1 ianuarie 1993 când ziarul s-a transformat în Allgemeine Deutsche Zeitung für Rumänien (ADZ). 
De la 1 noiembrie 1993 a preluat și ziarul Neue Banater Zeitung, iar de la 1 ianuarie 1996 și Karpatenrundschau, ca suplimente săptămânale.

## Redactori-șefi
Din 1949 și până la dispariție, în 1992, ziarul Neuer Weg a avut patru redactori-șefi:
- Ernst Breitenstein (1949-1954 și 1976-1988),
- Anton Breitenhofer (1954-1976),
- Hugo Hausl (1989-1990),
- Emmerich Reichrath (1990-1992).

## Realizările ziarului
Principala realizare a ziarului în cei 40 de ani de apariție, care nu a fost cu siguranță avută în vedere de conducerea comunistă a României, a fost păstrarea conștiinței colective a populației de origine germană din România, prin faptul că relata zilnic, în limba germană, despre cetățeni români de etnie germană. Cititorii au fost încurajați să conștientizeze toate drepturile lor, între care educația și cultura în limba maternă. Fără acest ziar central, cetățenii de origine germană din localități mici, nu ar fi putut afla despre realizările conaționalilor lor din alte localități, aflate în alte regiuni ale României. În același timp, ziarul a permis un schimb de experiență la nivel național între cadrele didactice care predau limba germană și creatorii de cultură în această limbă.
O altă mare realizare a ziarului a urmat hotărârii Prezidiului Marii Adunări Naționale a României, materializate în Decretul nr. 81 din martie 1954, de restituire a gospodăriilor care au fost confiscate în 1945 de la populația germană. Redacția s-a implicat, în măsura posibilităților, în punerea în aplicare a decretului. Până la sfârșitul anului 1956, circa 22.000 de germani și-au recăpătat casele și gospodăriile.
În același an, ziarul Neuer Weg a primit aprobarea să organizeze Kronenfest (Sărbătoarea Cununii) în Transilvania și Kirchweihfest în Banat, sărbători care fuseseră interzise de la sfârșitul celui de-al Doilea Război Mondial.
Kirchweihfest înseamnă „Sărbătorirea hramului bisericii”. Pentru a nu folosi cuvântul Kirchweih (hramul bisericii), prohibit de cenzură, redactorii au folosit varianta din dialectul șvabilor bănățeni, Kerwei, cuvânt care nefiind în dicționarele germane, nu îi deranja pe cenzori. 
La inițiativa lui Hugo Hausl, la 2 iulie 1954 ediția cu Nr. 1624 a ziarului Neuer Weg a apărut însoțită de primul „Supliment pentru literatură și artă” (Beilage für Literatur und Kunst).
În anul 1972, ziarul a organizat un concurs de culegere de folclor din Banat, în cadrul căruia la redacție au sosit mai mult de 10.000 de texte. 
În sprijinul învățământului și al culturii germane, ziarul Neuer Weg a publicat anual un „Almanah”, iar în anii '70 și un „Ghid turistic” denumit Komm mit.
Evident că în problema emigrării, ziarul a fost obligat să prezinte punctul de vedere oficial. În plus, conducerea ziarului pleda pentru rămânerea germanilor în România, conștientă că plecarea lor avea să dezorganizeze învățământul în limba germană și viața culturală, creându-le dificultăți celor care rămâneau.